# Letters to Cleo
Letters to Cleo sind eine Alternative-Popband aus Boston aus den 1990er-Jahren.

## Bandgeschichte
Die Band wurde 1990 gegründet, als Greg McKenna seine Band auflöste, um mit der ursprünglich als Backgroundsängerin vorgesehenen Kay Hanley als Frontfrau zu arbeiten. Nachdem 1993 das Debütalbum auf einem Bostoner Independentlabel veröffentlicht worden war, erzielte die Band mit der zweiten Single Here & Now erhöhte Aufmerksamkeit und landete mit diesem Song auch auf dem sehr erfolgreichen Soundtrack der Fernsehserie Melrose Place. Es folgte ein Plattenvertrag mit dem Major Label Warner Music, wo die nächsten beiden Alben veröffentlicht wurden. 1997 verließ Schlagzeuger Stacy Jones die Band, um sich der Gruppe Veruca Salt anzuschließen. Er wurde durch Tom Polce ersetzt, der erstmals auf dem dritten Album, Go!, zu hören war.
1999 waren Letters to Cleo in dem Film 10 Dinge, die ich an Dir hasse zu sehen, in dem sie auch die Lieblingsband der Hauptakteurin darstellen. Der Soundtrack zu diesem Film enthielt drei Songs der Band: Eine Coverversion von Nick Lowes Cruel to be Kind, das Cheap-Trick-Cover I Want You To Want Me und Come on.
Am 4. Mai 2000 spielten Letters to Cleo in Boston ihr vorerst letztes Konzert. Hanley brachte zwei Jahre später ihr erstes Soloalbum heraus, Scott Riebling arbeitete als Bassist für Nina Gordon und wirkte als Tontechniker an Alben von unter anderem Hanley, American Hi-Fi und Dropkick Murphys mit und auch Eisenstein, der mit Hanley verheiratet ist, blieb der Musik treu, unter anderem als Livemusiker für Our Lady Peace.
Im September 2008 gab die Band bekannt, zwischen November und Dezember wieder einige Auftritte zu spielen.

## Diskografie
Alben
- 1991: Sister (Erstausgabe)
- 1993: Aurora Gory Alice (CherryDisc Records)
- 1995: Wholesale Meats and Fish (Warner Music Group)
- 1997: Go! (Warner Music Group)
- 1998: Sister (re-release) (Wicked)
- 2008: When Did We Do That?